# ويلهلم ماكس مولر
ويلهلم ماكس مولر (بالألمانية: Wilhelm Max Müller)‏ هو عالم آثار أمريكي وألماني، ولد في 15 مايو 1862 في Gleißenberg ‏ في ألمانيا، وتوفي في 12 يوليو 1919.